# Cap Negre
|  | Per a altres significats, vegeu «Cap Negre (País Valencià)». |

El Cap Negre o Negro (àrab: الرَأْس الأَسْوَد, ar-Raʾs al-Aswad, ‘Cap Negre’; localment conegut com a رَاس نِيڤْرُو, Rās Nīgrū) és un cap de la costa nord-occidental de Tunísia, proper a la resclosa de Sidi El Barrak, i uns 10 km al nord del Ouled Es Zouara i uns 25 km al nord-est de Tabarka. Els francesos hi van tenir una factoria comercial del segle xvii al segle xviii. Ocupada pels tunisians l'agost del 1741, poc després de la conquesta de Tabarka (juliol), els fou retornada el 1742 per mitjà d'un tractat de comerç.